# Fabian von Fersen
Baron Fabian von Fersen, švedski feldmaršal, * 7. februar 1626, † 30. julij 1677.
Baron von Fersen je bil feldmaršal in generalni guverner Skanijskih dežel.